# كايتا (أساطير رومانية)

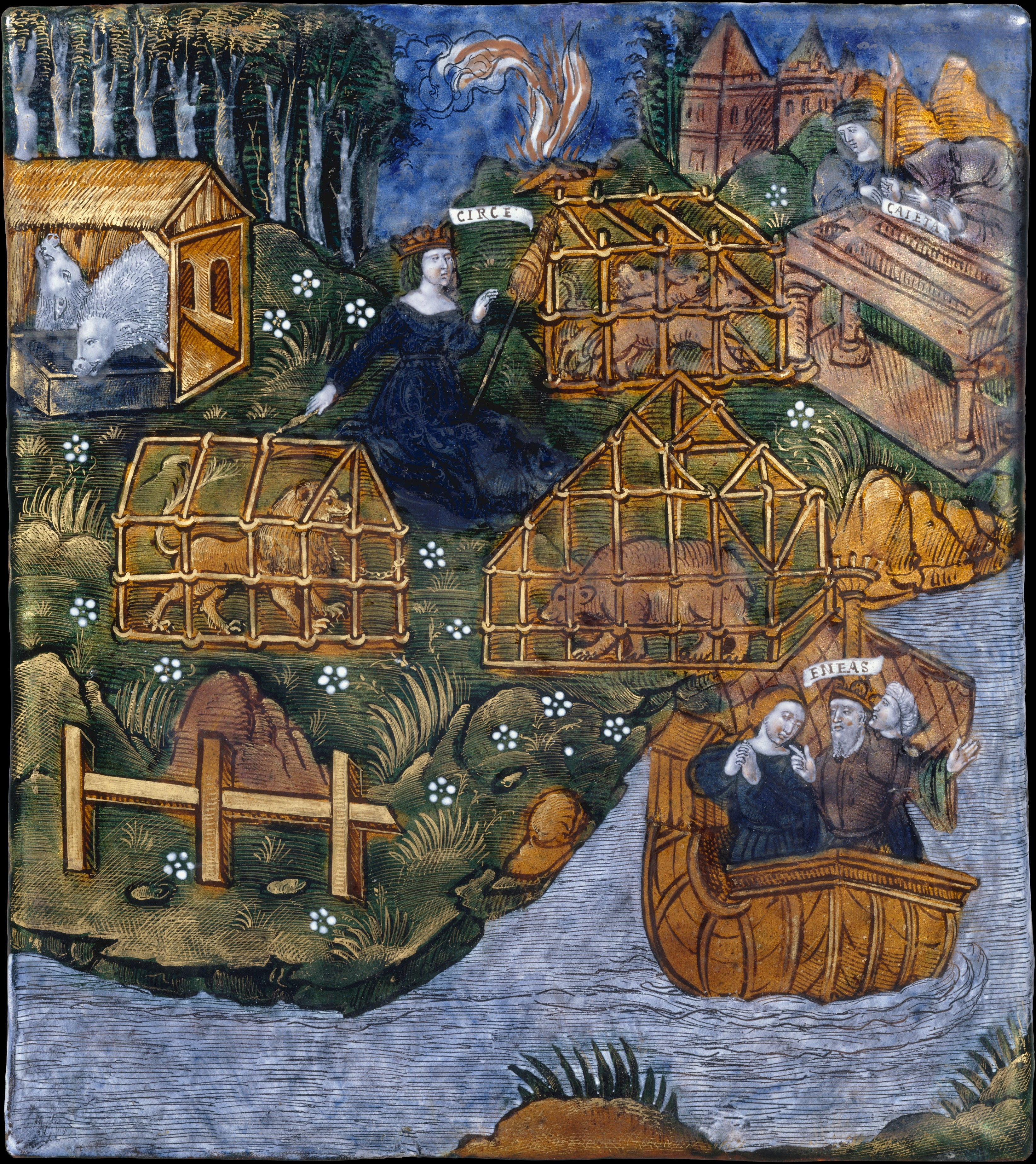
إينياس ينصب قبرًا لمرضعته، كايتا، ويهرب من بلد سيرس (إنييد، الكتاب السابع)

كايتا (بالإنجليزية: Caieta)‏ في الأساطير الرومانية هي مرضعة إينياس Aeneas. دفنت في المكان الذي يحمل اسمها في اللاتينوم (حاليا يسمى غايتا Gaeta). ذكرها الشاعر فيرجل وهي تقول: «أنا هنا، كايتا، جذوة من لهيب إغريقي». وكتب المعلق سيرفيوس في القرن الرابع أنه كان هناك بعض الجدل حول من كانت المُرضعة كايتا.